# Carlos Cuaresma
Carlos Ricardo Cuaresma Sánchez (Abancay, 8 de octubre de 1951) es un periodista y político peruano. Fue el primer presidente del Gobierno Regional del Cuzco en 2003 y ejerció como congresista de la república en el breve periodo 2000-2001. Fue también congresista constituyente en 1992 y alcalde del distrito de Santiago de 1984 a 1986.

## Biografía
Nació en la ciudad de Abancay, ubicado en el departamento de Apurímac, el 8 de octubre de 1951.
Realizó sus estudios primarios y secundarios en la Gran Unidad Escolar Miguel Grau de su natal ciudad de Abancay. Entre 1974 y 1978. cursó la carrera de Ciencias de la Comunicación en la Universidad Nacional San Antonio Abad del Cusco, sin embargo, no llegó a concluirlos.
Es empresario y labora como periodista. En el 2007, fundó en la ciudad del Cuzco la Empresa Radiodifusora "Prensa al Día" de la que es, hasta la actualidad, el gerente general.

## Carrera política
Su carrera política se inició cuando fue elegido como alcalde del distrito de Santiago en 1982, como miembro de Izquierda Unida, para el periodo 1983-1986.
Intentó ser diputado en las elecciones de 1990 por la Izquierda Socialista de Alfonso Barrantes, sin embargo, no resultó elegido.

### Congresista Constituyente
En 1992, Cuaresma se afilió al Frente Independiente Moralizador de Fernando Olivera y participó como candidato en las elecciones del Congreso Constituyente Democrático. Fue elegido para el periodo 1992-1995 con 22,342 votos.
Durante su gestión en el CCD, formó parte de la Comisión de Descentralización y de la Comisión de Derechos Humanos que investiga la masacre militar ocurrida en la Universidad Nacional de Educación Enrique Guzmán y Valle "La Cantuta". Formó parte de la oposición al gobierno dictatorial de Alberto Fujimori.

### Congresista de la República
En el año 2000, Cuaresma volvió a postular al Congreso de la República para las elecciones parlamentarias y resultó elegido, con 13,792 votos, para el periodo parlamentario 2000-2005.
Junto a otros congresistas opositores, Cuaresma se retiró del hemiciclo cuando Alberto Fujimori juramentaba al cargo de presidente de la pepública para un tercer mandato y luego acompañó a Alejandro Toledo en la Marcha de los Cuatro Suyos.
En septiembre del mismo año, Cuaresma participó junto a los congresistas del Frente Independiente Moralizador en la conferencia de prensa liderada por Fernando Olivera en el Gran Hotel Bolívar, donde se hizo público el primer Vladivideo donde se aprecia a Alberto Kouri recibiendo dinero de Vladimiro Montesinos en las instalaciones del Servicio de Inteligencia Nacional. Tras el escándalo, Alberto Fujimori decidió recortar su mandato hasta julio del 2001 y renunciar a la presidencia de la república mediante un fax desde Japón en noviembre del 2000, sin embargo, Fujimori fue vacado por el Congreso de la República y sucedido por Valentín Paniagua como presidente transitorio.
Cuaresma permaneció en el parlamento hasta julio del 2001 y luego postuló a la reelección como representante del Cuzco, sin embargo, no resultó reelegido.

### Presidente Regional del Cuzco
Ante la realización de las primeras elecciones regionales para el año 2002, Cuaresma se presentó como candidato al Gobierno Regional del Cusco por el Frente Independiente Moralizador. Compitió contra Hugo Gonzáles Sayán de Unión por el Perú y finalmente, Cuaresma logró ser elegido como el primer presidente del Gobierno Regional del Cuzco en la Historia del Perú. Juramentó luego para el periodo 2003-2006.
Durante su gestión, recibió al nobel y 7.º secretario general de la Organización de las Naciones Unidas, Kofi Annan, en donde solicitó que se ponga en debate el tema de extradición de Alberto Fujimori ante la Asamblea General de las Naciones Unidas y también su apoyo a la Comisión de la Verdad y Reconciliación.
También fue blanco de polémicas cuando fue acusado ante el Poder Judicial por apropiación de donaciones humanitarias durante su mandato, sin embargo, fue declarado inocente de esos cargos.
Intentó su reelección en las elecciones regionales del 2006 sin tener éxito. De igual manera en 2010 por el partido Perú Posible y en 2014 como miembro de Alianza para el Progreso.
En las elecciones presidenciales del 2016, Cuaresma fue candidato a la primera Vicepresidencia en la plancha presidencial de Fernando Olivera por el Frente Esperanza y también postuló nuevamente al Congreso de la República.
En 2020, fue cofundador del Frente de la Esperanza y ejerce como secretario general del partido desde el 16 de septiembre del 2023. Participó en las elecciones regionales del 2022 quedando en el cuarto lugar de las preferencias.